# マルコ・ドゥガンジッチ
マルコ・ドゥガンジッチ（Marko Dugandžić、1994年4月7日 - ）は、クロアチア・オシエク出身のサッカー選手。Kリーグ1・FCソウル所属。ポジションはフォワード。
Kリーグでの登録名はドゥクス（ハングル：둑스）。

## 経歴
ルーマニアのボトシャニで短期間過ごした後、2020年10月14日、ロシア・プレミアリーグのPFCソチに加入。
その後ルーマニアに戻り、2022年1月11日にCFRクルジュと契約を結んだ。
2023年9月7日、サウジアラビアのアル・タエーに加入。
2025年2月27日、Kリーグ1のFCソウルへの加入が発表された。背番号は45。